# بوریس پاشانسکی
 بوریس پاشانسکی (انگلیسی: Boris Pašanski؛ زادهٔ ۳ نوامبر ۱۹۸۲) یک تنیس‌باز اهل صربستان است. 